# 土屋あさみ
土屋 あさみ（つちや あさみ、1994年7月7日 - ）は、日本のAV女優。山梨県出身。ユニティプロモーション所属。

## 略歴・人物
2014年にデビューしたロリ系の企画単体AV女優。
趣味はゲーム、特技はバスケ。
貧乳美少女として中華圏でも人気を得ていた（表記は土屋麻美、亞沙美、朝美など一貫していない）。

## 出演作品

### アダルトDVD
2014年
- 美少女即ハメ白書 20（1月21日、ソクハメラボ）他出演：あいださくら、朝倉ことみ、柴田舞花
- GP3 ガリペタ3姉妹（2月1日、ミニマム）共演：琴音さら、久保田愛梨
- 純粋無垢（2月13日、無垢）
- アイドルになりたいという夢をもっている、同じマンションに住む小○生に大人の遊びを教える。（2月17日、思春期.com）
- 匠のアングル! マ○コどUPオナニー（2月20日、グローリークエスト）他出演：西田琴音、武藤つぐみ、久保田愛梨、加賀美シュナ
- 出会って援交ロリィちゃん。 ロリータ天使 あさみ（2月28日、FIRST STAR）
- ハニカミ着エロアイドル谷川くるみと貧乳美少女土屋あさみが若いカラダをビクビクするほど痙攣させる超濃厚な中出しSEXをタップリ楽しんだ。（3月7日、NON）他出演：谷川くるみ
- 少女の愛 Vol.2 「お父さんずっといっしょにいてね。」（3月16日、ケートライブ）
- ぶっかけ輪姦顔射20発（3月28日、FIRST STAR）
- 久しぶりに会った姪の成長した胸やお尻に興奮した俺は我慢出来ずにオナニーを…（恥）フル勃起したチ●ポを扱いている様子を姪が隠れてガン見しているので思い切って見せつけるようにしているとチ●ポに喰らいつき変態行為をしてしまった俺達は、後戻りはできない…（4月11日、NON）他出演：永作ゆう美、乙葉ななせ、谷川くるみ、永瀬里美、武藤つぐみ
- 毛の無い少女に中出し 11（4月13日、ケートライブ）
- 貧乳パイパンメガネっ子中出し 2（5月18日、ケートライブ）
- 男女総勢200人超え! 幼膣大輪姦 ホントおじちゃんたち変態だよね こんな子供のマンコ見てチンポたたせてそれで、私のちっちゃい穴にぴゅーぴゅーって白いの出したいんでしょ? 4時間 別にいいよ、その代わりDS買ってね!（6月27日、FIRST STAR）
- 陰撮映像 一人暮らしを始めた兄の部屋に通う妹との近親相姦盗撮（7月11日、I.B.WORKS）他出演：愛須心亜、夏海いく
- パイパン湯女 日焼けロリっ子パコパコ温泉旅行（7月19日、キチックス）
- ちぃーちゃい女●はヒワイなダッチワイフ vol.2（7月25日、FIRST STAR）
- コスプレSEX隠し撮り vol.1 コスプレイヤーあさみのSEX隠し撮り彼氏が勝手に同人AV発売。 本物隠し撮り映像（7月25日、CMP）
- 人里離れたリゾート施設に宿泊していた日焼けがまぶしい修学旅行生たち。【完全無毛】（8月1日、ミニマム）共演：愛須心亜、小西まりえ、青井いちご、加賀美シュナ ※AV OPEN 2014エントリー作品
- 親には内緒の妹近親相姦旅行 あさみ1●才（8月8日、I.B.WORKS）
- 素人投稿シリーズ【未成年（五〇九）】援交希望少女さとみ●6歳（9月19日、ゴーゴーズ）
- 一週間限定! 超カワイイ姪っ子6人と夢の同居生活! 40手前にして彼女なし、未だ実家暮らし当然女っ気の無い地味な生活をしている私のもとに、離婚した姉が実家に帰ってきた!しかも、娘を6人連れて!! 自分より一回り以上年齢が違う娘たちに翻弄される毎日! 2（10月9日、Hunter）共演：有本紗世、小西まりえ、ましろあい、西園寺れお ほか
- 貧乳パイパンいもうと中出し 5（10月12日、ケートライブ）
- 純粋無垢な美少女の高画質 完全主観 フェラチオ 未公開 16人4時間（10月13日、無垢）他出演：武藤つぐみ、夏海いく、柳あいな、伊藤りな、浜崎真緒、野々宮ここみ、竹内真琴、春山めい、渚あいな、鈴木心葉、若桜りく、星川麻紀、みなみ愛梨、天野レイ、阿部乃みく
- 妹にフェラを教えたら毎日しゃぶりたがるようになった。（10月24日、I.B.WORKS）他出演：篠宮ゆり、葵こはる、愛須心亜、夏海いく、加賀美シュナ ほか
- 銭湯に迷い込んだ白と黒のつるつる天使たち。（11月1日、ミニマム）共演：青井いちご、小澤ゆうき、吉井ありさ ほか
- 夏休み パイパン日焼け少女ナンパ 読者モデルのスカウトと称しスタジオ撮影&日焼けチェック!（11月7日、TMA）他出演：川越ゆい、臼井あいみ、宮崎夏帆、加賀美シュナ、若菜くみ
- 葛飾共同区営団地 日焼け少女わいせつ映像（11月21日、I.B.WORKS）他出演：加賀美シュナ ほか
- ラップ1枚被せてお父さんと素股してくれませんか?と偽り溶けるラップを仕込んで娘と生ハメ、中出しさせちゃいました! 4（12月6日、アイエナジー）他出演：南梨央奈、猫田りく ほか
- 超うぶブルマ女子たちと男は僕ひとりの王様ゲーム! オトナのアソビに興味津々なブルマ女子たちが噂でしか聞いた事が無い合コンの定番『王様ゲーム』をやることに! たまたまその場にいた男は僕ひとりなので無理矢理参加させられ…。「王様の命令は絶対」なのにHな命令を恥ずかしがる女子。だけど「大人はみんなやっている」と言われ背伸びしたがる女子が目の前でスカートを上げブルマを見せ従う!そうなったらもう命令はどんどんエスカレートしていき…。（12月6日、Hunter）他出演：一之瀬すず、南梨央奈、愛須心亜、佳苗るか ほか
- 爺と孫の歪んだ恋の物語（12月14日、思春期.com）

2015年
- 淫行ビデオ 11 ギャンブル親父とダメ兄貴と被虐パイパン美少女（1月1日、プラネットプラス）
- キスに興味を持ち始めた姪っ子にこっそり媚薬を口に含んで嫌がられてもベロキスをし続けたらトロ顔になってセックス大好きっ子に激変!（1月8日、ナチュラルハイ）他出演：南梨央奈、平塚まい、夏海いく
- 山梨県○谷 田舎の混浴温泉で出会った地元のパイパン●学生たちは都会のデカチンに興味津々 2【スク水日焼け編】初めて見るギン勃ちち○ぽを未成熟なおま○こにねじ込まれ中出し大乱交【スク水日焼け編】（1月8日、ディープス）共演：一之瀬すず、春日野結衣、青井いちご、彩城ゆりな
- 1●歳の花嫁 －少女の夢を奪う児●婚、42歳男の異常な性癖－（1月23日、FIRST STAR）
- 山奥の温泉旅館で見つけた、愛くるしい修学旅行生たち。（2月1日、ミニマム）共演：南梨央奈、春日野結衣、大桃りさ、石原あい、愛須心亜
- 初恋 〜あさみとみづき〜（2月13日、TMA）共演：井上みづき
- POOL SIDE 土屋あさみ 18才（2月13日、FIRST STAR）
- ロリ体型美少女淫行 土屋あさみ 永久保存完全版 4時間（2月16日、ケートライブ）※総集編
- 思春期少女 パパのチンポに興味を持ち出した少女達と、オナニーに興味を持ち出した少女達。（2月16日、思春期.com）他出演：大沢奏、天野レイ、橘かえで、田中ユカリ、加賀美シュナ、逢沢るる、一之瀬すず ほか
- 山形県にある地元●学生が手伝う温泉宿では、女将に内緒で美少女生本番が可能という噂は本当なのか!?（2月27日、SCOOP）他出演：早乙女ゆい、臼井あいみ、竹内真琴、小澤ゆうき
- Petit Story 6 発育途上あさみちゃんの4つのお話（3月1日、プラネットプラス）
- 田舎の○学生5人の処女ま○こで童貞を卒業した僕。（3月6日、DIY）共演：臼井あいみ、早乙女ゆい、小澤ゆうき、竹内真琴
- 土屋あさみちゃん ふぁーすとすたー プレミアムベスト 8時間（3月13日、FIRST STAR）※総集編
- 2段ベッドを揺らすほど感じる母の淫らな騎乗位を見て発情しだす娘（3月19日、ナチュラルハイ）共演：潮見百合子　他出演:小早川怜子、加賀美シュナ
- 純真無垢なパイパン貧乳少女 4時間 土屋あさみ（3月27日、I.B.WORKS）※総集編
- パパは知らない銭湯ロリ痴漢（4月9日、ナチュラルハイ）他出演：なごみ、陽木かれん、鈴原エミリ
- 気持ちよすぎて止まらない… 女子校生自画撮り指入れオナニー（4月24日、TMA）他出演：楓ゆうか、湊莉久、井上みづき、神波多一花、椎名みゆ、陽木かれん、仁奈るあ、若菜くみ、篠宮ゆり、葉月可恋、宮崎夏帆、椎名まりな、千乃あずみ、南梨央奈、川越ゆい、川村まや、小西ももか、佐々木恋海、臼井あいみ、小西まりえ、広瀬奈々美、桃原まみか、阿部乃みく
- 未成年裏風俗に売られたパイパン娘 貧乳無毛娘 あさみちゃん（5月17日、グランド・テン）
- 「日焼けロリィー専門。」 白黒やわ肌抱きしめエステ（5月22日、宇宙企画）共演：陽木かれん、さとう愛理
- 「おじさん…男の人とチューすると気持ちよくなるんでしょ?…」 キスには興味深々〔ママ〕なロリ○女に媚薬を口に含んだまま接吻し続けたらド変態に早変わり! 汗だく!潮吹き!イキまくり!の処女マ○コに孕ませ中出し!（6月5日、DIY）他出演：陽木かれん、さとう愛理、小鳥遊はる
- ツインテール貧乳パイパンロリータ少女に中出し 〜おにいちゃん…中に出してもいいよ〜（6月12日、TMA）共演：早乙女ゆい、井上みづき、吉川いと
- 女子校生強制中出し 5（7月10日、TMA）他出演：木下寧々、海野空詩
- 制服レズ交尾 〜2人だけの秘密だよ〜（7月13日、マルクス兄弟）共演：椎名ゆうき 他出演：白咲碧、前田さおり、若月まりあ、川原里奈、ましろあい、一ノ瀬瑠璃
- おに♥あい お兄ちゃんLOVE妹ムービー（8月1日、ロリ専科）
- 現役塾講師による無邪気な教え子との交流映像 教え子を自宅アパートに連れ込み性の個別指導を行う塾講師と興味津々で撮影に応じる3人の女の子たち（8月6日、火星魂）他出演：加賀美シュナ ほか
- ふんどし少女 つるぺたロリっ娘 あさみちゃん（8月9日、ケートライブ）
- 究極のオナサポ W手コキで天国を見ろ!（8月19日、マルクス兄弟）共演：椎名ゆうき 他出演：有本紗世、一ノ瀬瑠璃、川越ゆい、川原里奈、武藤つぐみ、水希杏、ましろあい、前田朋子、前田さおり、葉山こころ、椿かなり、白咲碧、篠崎ゆの、若月まりあ
- 美少女8人が貴方だけに愛を囁きながら、赤面ストリップ 入浴ヌルヌル洗体 ズボズボ指入れ痙攣オナニー（8月28日、宇宙企画）他出演：なごみ、さとう愛理、陽木かれん、小西まりえ、有本紗世、川原里奈、小鳥遊はる
- 女子校生スクール中出し乱交 〜パイパン巫女課外授業編〜（9月1日、TMA）共演：早乙女ゆい、井上みづき、早瀬ありす、逢月はるな ※AV OPEN 2015エントリー作品
- 女子校生に怒られたい! オマ●コぴちゃぴちゃ指入れ自画撮りオナニー vol.02（9月1日、ロリ専科）他出演：鈴原エミリ、葉山美空、仁美まどか、彩城ゆりな、北川すみれ、東城華菜、桐谷愛莉
- つるまん♥ロリ体型のいいなりペット妹（9月6日、ケートライブ）
- ゆりろり。 しばり（9月19日、レズれ!）共演：陽木かれん
- 日焼け跡の残るパイパンロリータ少女中出し調教 りなとあさみ（11月13日、I.B.WORKS）共演：初芽里奈
- おじさんとあそぼう 独身中年三兄弟の姪っ子なめ回し孕ませセックス（12月17日、いもうとChannel）
- JKおま♥こおっぴろげWダンス（12月18日、OFFICE K'S）共演：佳苗るか 他出演：折原ほのか、池端真美、浅宮ゆうか、蛯名りな、小峰みこ、阿部乃みく

2016年
- 背徳の近親交尾 第四章（1月1日、ロリ専科）他出演：なごみ、なつめ愛莉
- 小さな女の子に「オイルマッサージ」6人（1月1日、プラネットプラス）他出演：早乙女ゆい、春日野結衣、久我かのん、秋山しおり、加賀美シュナ
- つるマン汗だくJK 美少女が性欲を剥き出しに、がむしゃら中出しSEX（1月8日、宇宙企画）
- 恥ずかしいから、ママにはブラを買ってと言い出せなくて… 突然の大雨で発育途中の小さな胸がノーブラ濡れ透け状態になってしまった少女 東京都豊島区在住 あさみ(1●歳)（1月8日、宇宙企画）
- 童貞の僕をバカにしてチ●ポを責めてくる いたずらっ子な妹に逆襲の童卒中出し。（1月21日、いもうとChannel）
- せっくすごっこ ～あのコとこのコのかわいい交尾～（2月1日、MOODYZ）
- ヌルぺっちょレズビアン（3月19日、レズれ!）共演：陽木かれん 他出演：ERIKA、碧しの、松本メイ、夏目優希、橘かえで、武藤つぐみ
- ロリ専科 出張オイルマッサージ 美少女騙し撮り 3（5月1日、GLAY'z）他出演：芦田知子、小橋さつき、楓ゆうか、木下寧々
- 絶頂微乳スレンダーA（6月13日、MOODYZ）
- レズビアンストーカー ～ロリ女子校生に狙われた女子大生の結末～（7月1日、U&K）共演：香純あいか
- うしじまいい肉プロデュース アイドル原石 宅コスレイヤー（7月22日、ケイ・エム・プロデュース / 宇宙企画）
- パイパン中出し女子校生 4時間 Vol.2（8月12日、ケイ・エム・プロデュース / BAZOOKA）他出演：逢沢るる、雪谷ちなみ、舞園にこ、百瀬ひまり
- 上品VSやんちゃ ふたつの家族がエロすぎたからおもくそ子作り（9月1日、ZUKKON / BAKKON）共演：佐々木あき、AIKA、篠田あゆみ、吹石れな、夏目優希、澁谷果歩、北川エリカ、波多野結衣、あべみかこ ※AV OPEN 2016企画部門エントリー作品
- 俺のいいなり少女（9月1日、中嶋興業）他出演：山口明日香、ありす実来
- 女の子になった発情期の子猫ちゃん 幼い言葉づかいでチ○ポを求めるハンパない性欲の淫乱SEX（9月13日、MOODYZ）
- THE・レズクンニ（11月13日、U&K）共演：香純あいか 他出演：吹石れな、真木今日子、なつめ愛莉、紗藤まゆ、片瀬仁美、高嶋碧、北島玲、天野弥生、上村みなみ、朝宮涼子
- 土屋あさみ ゴールデンベスト4時間（12月18日、ケー・トライブ）※単体ベスト
- 土屋あさみ PREMIUM BEST 2枚組8時間（12月23日、TMA）※単体ベスト

2017年
- つるぺたロリィないいなり娘に父や兄が性的悪戯 8人（2月1日、プラネットプラス）他出演：愛音くぅ、青井いちご、あすな小春、井上みづき、田中ユカリ、芹沢つむぎ、加賀美シュナ

2018年
- ロリ専科 土屋あさみ絶対攻略4時間（1月1日、GLAY'z）※単体ベスト

### イメージDVD
- パイパンSchooldays（2014年6月1日、Sujicco）※「小倉ふたば」名義
- Pure Moe Mix（2014年7月25日、日本コンテンツ流通）
- スキンヌード（2015年5月28日、INTEC Inc）